# آکو مایاما
آکو مایاما (انگلیسی: Ako Mayama; ۱۵ نوامبر ۱۹۵۸ – ) صداپیشه اهل ژاپن بود. وی از سال ۱۹۸۰ میلادی تاکنون مشغول فعالیت بوده‌است.